# Vjushkovia
La vjushkovia (gen. Vjushkovia) è un rettile estinto appartenente agli arcosauriformi. Visse nel Triassico inferiore / medio (circa 248 - 242 milioni di anni fa) e i suoi resto fossili sono stati ritrovati in Russia e in Cina. 

## Descrizione
Questo animale possedeva un corpo robusto ma piuttosto allungato, al contrario di quello estremamente massiccio dei suoi stretti parenti Shansisuchus ed Erythrosuchus. La lunghezza dell'intero animale doveva essere di circa 3 metri; il cranio era più piccolo in proporzione al corpo, rispetto a quello dei suoi stretti parenti. Le zampe erano robuste ma piuttosto allungate e la coda era anch'essa allungata, al contrario di quella di Erythrosuchus, Shansisuchus e Garjainia. Alcune caratteristiche di Vjushkovia erano simili a quelle di altri arcosauromorfi leggermente più evoluti, come Euparkeria. Come quest'ultimo, Vjushkovia possedeva una pelvi corta, differente da quella allungata degli ornitosuchidi e dei rauisuchidi. La caviglia, inoltre, non possedeva il grande "tacco" del calcagno che caratterizza questi ultimi due gruppi ed è tipico degli arcosauri veri e propri. Le costole, infine, possedevano una caratteristica forma dotata di tre teste (da cui l'epiteto specifico della specie Vjushkovia triplicostata); questa caratteristica si riscontra anche in Guchengosuchus della Cina.

## Classificazione
I primi fossili di questo animale furono ritrovati nella regione di Orenburg in Russia in strati del Triassico inferiore (Olenekiano), e vennero descritti nel 1960 da Friedrich von Huene con il nome di Vjushkovia triplicostata. Successivamente altri fossili provenienti da strati più recenti della regione di Xinjiang in Cina (Anisico / Ladinico) e vennero attribuiti a una nuova specie, V. sinensis. 
Vjushkovia è considerato una forma specializzata di eritrosuchide, un gruppo di rettili arcosauriformi di grandi dimensioni e dalla corporatura eccezionalmente massiccia tipici del Triassico inferiore e medio. Alcuni studi hanno ipotizzato che Vjushkovia era identico a un altro eritrosuchide russo, Garjainia, ma le differenze tra i due animali sono notevoli. In generale, la forma del corpo di Vjushkovia era molto più slanciata rispetto a quella di Garjainia, paragonabile ainvece a quella dei successivi (e non strettamente imparentati) rauisuchi. 